# Hans Kopfermann

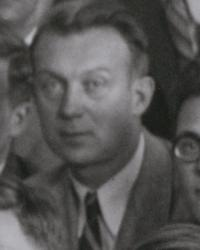
Hans Kopfermann (1937)

Hans Kopfermann (* 26. April 1895 in Breckenheim bei Wiesbaden; † 28. Januar 1963 in Heidelberg) war ein deutscher Experimentalphysiker.

## Leben und Werk

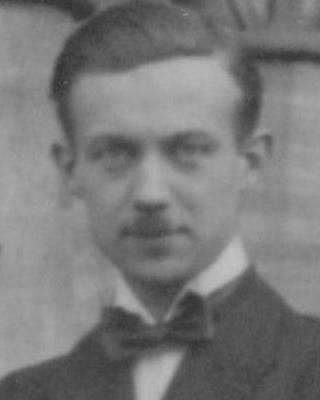
Hans Kopfermann (1920)

Der Pfarrersohn Hans Kopfermann wuchs im Rheinland auf, begann 1913 ein Physikstudium an der Universität Erlangen und der Universität Berlin, meldete sich 1914 freiwillig als Soldat und war bei Kriegsende Stabsoffizier an der Westfront. Nach dem Ersten Weltkrieg setzte er sein Studium in Erlangen und Göttingen fort und beteiligte sich im Frühjahr 1919 im Freikorps Epp an der Repression der Räterepublik in München. Nach dem Staatsexamen fürs Lehramt promovierte er im Jahr 1923 bei James Franck und ging anschließend als Assistent zu Rudolf Ladenburg ans Kaiser-Wilhelm-Institut für physikalische Chemie und Elektrochemie in Berlin-Dahlem (dem späteren Fritz-Haber-Institut). An die Habilitation 1932 schloss sich ein einjähriger Forschungsaufenthalt bei Niels Bohr in Kopenhagen an. 1933 wurde er Oberassistent von Gustav Hertz an der Technischen Hochschule Berlin-Charlottenburg und bekam den Titel eines nichtbeamteten außerplanmäßigen Professors.
1937 übernahm er die ordentliche Professur von Heinrich Rausch von Traubenberg (1880–1944) an der Universität Kiel. Am 19. Juni 1941 beantragte er die Aufnahme in die NSDAP und wurde zum 1. Juli desselben Jahres aufgenommen (Mitgliedsnummer 8.869.553). Er trat auch dem Nationalsozialistischen Deutschen Dozentenbund bei und wurde Dekan der philosophischen Fakultät in Kiel.
1940 und 1942 setzte er sich in den von Wolfgang Finkelnburg organisierten Schlichtungsgesprächen (später als „Münchner Religionsgespräche“ bezeichnet) gegen Angriffe von Vertretern einer „arischen Physik“ und für die Anerkennung der modernen theoretischen Physik ein.
Während des Zweiten Weltkriegs war er nicht am deutschen Uranprojekt beteiligt.
1942 wechselte er an die Universität Göttingen und wurde dort Direktor des II. Physikalischen Instituts. Kopfermann forschte dort auch am Betatron, das kurz vor Kriegsende von den Siemens-Reiniger-Werken unter Leitung Konrad Gunds in Erlangen fertiggestellt, auf sein Bestreben hin in Göttingen in Betrieb genommen wurde.
Sein letzter beruflicher Wechsel führte ihn 1953 als Direktor des I. Physikalischen Instituts an die Universität Heidelberg. Er war auch Herausgeber der Annalen der Physik.
Während seiner Zeit an der Universität Heidelberg war Kopfermann in vielen nationalen und internationalen Kommissionen tätig, unter anderem im Rat des CERN (Europäischen Organisation für Kernforschung).
Mit Ladenburg beschäftigte er sich mit der anomalen Dispersion in Gasen und mit stimulierter Emission. Ab 1931 begann er seine grundlegenden Untersuchungen zur Hyperfeinstruktur in atomaren Spektren und den daraus gewonnenen Erkenntnissen über Kernmomente.
Er war der Lehrer u. a. von Hans Georg Dehmelt, Wolfgang Paul, Hans Ehrenberg, Gisbert Freiherr zu Putlitz, Herbert Walther und Peter Brix.
Kopfermann gehörte 1957 (er war damals Vizepräsident des Arbeitskreises Kernphysik in der Deutschen Atomkommission) zu den Unterzeichnern der „Göttinger Erklärung“ von 18 Kernphysikern gegen die geplante Atombewaffnung der Bundeswehr.
Kopfermann war Mitglied der Heidelberger, der Göttinger und der Königlich Dänischen Akademie der Wissenschaften. Im Jahr 1960 wurde er zum Mitglied der Leopoldina gewählt. Nach ihm ist die Hans-Kopfermann-Straße im Hochschul- und Forschungszentrum in Garching bei München benannt.
Kopfermann war verheiratet mit der Physikerin und Psychologin Dr. rer. nat. Hertha Kopfermann geb. Schwerdtfeger (1902–1987). Sie hatten zwei Kinder. Sein Grabstein befindet sich auf dem Neuen St.-Nikolai-Friedhof in Hannover.

## Werke
- Kernmomente. Leipzig 1940; 2. neubearb. Auflage, Frankfurt 1956.
- Physics of Electron Shells. In: Fiat Review of German Science 1939–1946. Band 12, Klemm, Wiesbaden 1948, Petersburg (N.Y.) 1950.
- Physik der Elektronenhüllen. Verlag Chemie 1953.
- Über Optisches Pumpen an Gasen. Springer 1960.